# سرپاور قلاب‌دار
سرپاورهای قلاب‌دار خانواده‌ای از سرپاورها هستند. این خانواده هم‌اینک ۲۰ تا ۲۵ گونه دارد.
سرپاورهای قلاب‌دار به جز در اقیانوس منجمد شمالی در دیگر دریاهای جهان زندگی می‌کند.